# Ilias Picta
L'Ilias Picta o Iliade ambrosiana è quel che resta di un manoscritto che conteneva tutta l'Iliade, risalente all'anno 500 circa e unanimemente ritenuto fatto ad Alessandria d'Egitto, dopo che attribuzioni erano state sostenute da autorevoli studiosi.  

## Storia
Nel XII secolo le miniature vennero ritagliate e incollate su un codice cartaceo di provenienza calabro-sicula contenente materiale del corpus omerico. Nel 1609, con l'acquisto da parte di Gian Vincenzo Pinelli, i ritagli entrarono nel patrimonio della Biblioteca Ambrosiana, presso la quale sono conservati con la segnatura F. 205 Inf. 
Nel 1811 Angelo Mai, bibliotecario dell'Ambrosiana, ritenendo che il manoscritto fosse del III secolo, quindi che fosse importantissimo per il testo (che poi si rivelò invece una versione di poco valore del poema), per far risaltare meglio la scrittura al fine di una sua decifrazione, sottopose i fogli a reagenti chimici, con la conseguenza che gran parte del colore delle miniature cadde, riducendole purtroppo alle condizioni degradate che lo caratterizzano. Restano 58 miniature del codice originale. 
Nel 1819 lo stesso Mai pubblicò i frammenti: Iliadis fragmenta antiquissima cum picturis item scholia vetera ad Odysseam.
Lo studio più completo è quello di Ranuccio Bianchi Bandinelli, il quale però propose Costantinopoli come luogo di redazione dell'opera e non Alessandria. Si ricredette anni dopo di fronte agli studi paleografici di Guglielmo Cavallo e a quelli sulle illustrazioni di Kurt Weitzmann (Hellenistic-Byzantine Miniatures of the Iliad (Ilias Ambrosiana), Olten 1955).